# Konstgjorda rev

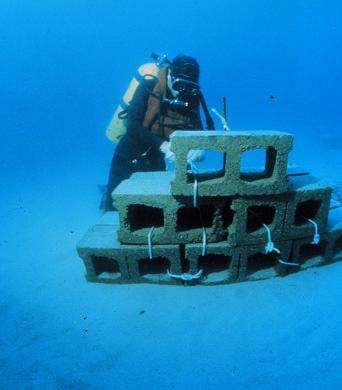
Del av konstgjort rev i betong.

Konstgjorda rev, även kallat artificiella rev, är en struktur av hårt material som människor har placerat på botten av ett hav, en sjö eller i ett vattendrag för att skapa ett rev. Utplaceringen kan vara planerad eller oplanerad. Planerade konstgjorda rev bygger man till exempel av betong, sten, gummi (bildäck) eller metall. De används vanligen för att öka mängden fisk i ett område eftersom de fungerar som barnkammare och ger ett utmärkt skydd åt mindre fiskar. Oplanerade artrev inbergiper bland annat skeppsvrak, bropelare och havsbaserade vindkraftverk.
Världens största konstgjorda rev ligger utanför Floridas kust där hangarfartyget USS Oriskany (CV-34) sänktes i maj 2006.
I Finland är det vanligt att sänka granar, medan det i Japan och USA sänks båtar för att tjänstgöra som rev.
Sveriges första verkliga experiment anlades 2003 och består av sprängsten från utvidgningen av Göteborgs hamn. Stenen dumpades i sju rev strax innanför Vinga, och är nu föremål för forskning. Fiskeriverket kommer att utvärdera projektet fram till år 2007 och väntar därför med att starta fler konstgjorda rev. Även vindkraftverk som är placerade i havet har visat sig kunna fungera som konstgjorda rev.
Under 1970-talet förekom många försök med konstgjorda rev bestående av hopbundna kasserade bildäck, detta har dock visat sig vara en mycket dålig idé. Dels på grund av att däcken visade sig läcka ut giftiga ämnen, men framförallt då fixeringarna inte höll, vilket gjorde att de obundna däcken drevs runt av havsströmmarna och slog sönder naturliga rev.